# 深呼吸の必要 (甲斐名都のアルバム)
『深呼吸の必要』は甲斐名都のミニアルバム。2008年7月16日にtearbridge productionより発売。

## 概要
- メジャーデビュー以来初となるミニアルバム。通算では3作目、フルアルバムを含めると4作目のアルバムとなる。
- 新たに上田ケンジをサウンドプロデューサーに迎えて制作された。前作までサウンドプロデューサーであった皆川真人は「Special Thanks」に掲載されている。

## 収録曲
1. 深呼吸の必要
PVに山本高広が出演している。
2. ラビュー
3. つまさき金魚
4. 天の川
NHKラジオ第1「夜はぷちぷちケータイ短歌」テーマ曲。リリースに合わせ、2008年7月6日の放送にゲスト出演した。
5. SUPER ECHO